# Der neunte Tag
 Der neunte Tag és una pel·lícula d'Alemanya de 2004, dirigida per Volker Schlöndorff.

## Argument
Durant la Segona Guerra Mundial, l'abat resistent Henri Kremer es veu misteriosament alliberat del camp de concentració de Dachau. A la seva arribada a Luxemburg, s'entera que els nazis, amb la cobertura de permetre-li retre homenatge a la seva mare recentment morta, li atorguen nou dies per convèncer el seu bisbe d'abandonar la seva política d'oposició de cara al règim, o serà retornat a Dachau.

## Repartiment
- Ulrich Matthes: Abat Henri Kremer
- August Diehl: Untersturmführer Gephardt
- Bibiana Beglau: Marie Kremer
- Hilmar Thate: El bisbe Philippe
- Germain Wagner: Roger Kremer
- Jean-Paul Raths: Raymond Schmitt
- Ivan Jirik: Armando Bausch
- Karel Hromadka: pare Laurant Koltz

## Pfarrerblock 25487
Aquesta pel·lícula és inspirada en un passatge de la història verdadera del Pare Jean Bernard, capellà luxemburguès. Jean Bernard va sobreviure a la deportació i va escriure les seves memòries: "Pfarrerblock 25487" ("Bloc dels capellans 25487"). Va morir el 1994 amb 87 anys.